# Jamarko Simmons
(en) Statistiques sur pro-football-reference
Jamarko Simmons (né le 23 septembre 1986 à Flint) est un joueur américain de football américain et d'arena football. Il joue actuellement avec les Barnstormers de l'Iowa, évoluant en Arena Football League.

## Enfance
Simmons fait partie des équipes de football américain, basket-ball et d'athlétisme de la Flint Central High School.

## Carrière

### Université
Il entre à l'université du Michigan de l'Ouest où il joue pour l'équipe des Broncos de football américain. Il joue comme receveur et bat le record de réceptions de l'université durant une carrière.

### Professionnel
Jamarko Simmons n'est sélectionné par aucune équipe lors du draft de la NFL de 2009. Il signe comme agent libre non drafté avec les Packers de Green Bay mais il est libéré après avoir subi une grave blessure à la jambe. Cette blessure l'oblige à rester éloigné des terrains durant deux saisons.
Il revient finalement en 2011 mais cette fois-ci en Arena Football League et les Sharks de Jacksonville lui donne sa chance. Il remporte l'ArenaBowl XXIV avec Jacksonville ce qui lui vaut de voir les Destroyers de Virginie s'interessaît à lui.
Dès la saison AFL fini, il signe en United Football League avec les Destroyers et remporte un nouveau titre, celui de champion de la ligue. Les Jets de New York l'intègre à leur équipe d'entraînement après la fin du championnat UFL mais il ne foulera pas la pelouse de la NFL. Il revient finalement chez les Sharks en 2012.

## Palmarès
- Record du nombre de réceptions pour un joueur des Broncos du Michigan de l'Ouest
- Vainqueur du ArenaBowl XXIV
- Champion UFL 2011